# Premio Roa Bastos

## Premio Augusto Roa Bastos
El Premio Augusto Roa Bastos es un premio de literatura paraguaya en homenaje al Premio Cervantes Paraguayo, que a la fecha tuvo tres ediciones: 2010, 2012, y 2017. El objetivo del premio es dar a conocer en el escenario internacional a los sucesores literarios del escritor paraguayo.
I Edición
La Primera Edición del concurso Roa Bastos tuvo lugar en el año 2010 y fue galardonada la obra Chico Bizarro y las Moscas de la escritora Mónica Bustos.
II Edición
La segunda edición del concurso Roa Bastos se llevó a cabo en el año 2012, el artista y escritor Carlos Colombino, obtuvo el galardón por su obra Atajo.
III Edición
La tercera edición, en conmemoración del centenario del nacimiento del escritor, otorgó dos premios. El primer primero de novela inédita fue para la profesora de literatura Maribel Barreto por su obra Codicia, y el segundo premio para Juan Manuel Peña Vegega (Manuel Vegega) por su obra Los fantasmas del alma.